# 야세르 아스프리야
야세르 에스네이데르 아스프리야 마르티네스(스페인어: Yáser Esnéider Asprilla Martínez, 2003년 11월 19일~)는 콜롬비아의 축구 선수로 포지션은 미드필더이다. 현재 지로나와 콜롬비아 축구 국가대표팀 소속으로 활동하고 있다.

## 구단 경력
2020년 12월 2일, 카테고리아 프리메라 A에서 엔비가도 소속으로 인데펜디엔테 메데인를 상대로 한 경기에 출장해 프로 데뷔전을 치렀다. 이후 2021년 7월 18일, 그는 아틀레티코 나시오날과의 경기에서 첫 프로 득점을 기록했다.
2022년 1월 17일에 왓퍼드로 이적했으며, 2023년 4월 7일에 허더즈필드 타운과의 경기에서 데뷔골을 기록했다.

## 국가대표팀 경력
2022년 1월 16일 온두라스와의 친선 경기에서 43분에 후안 페르난도 킨테로의 교체 선수로 투입되어 A대표팀 데뷔전을 치렀다 . 다음 경기인 과테말라전에서는 데뷔골을 넣으며 팀의 4-1 승리에 기여했다.

## 경력 통계

### 국가대표팀
출전 기록
| # | 날짜            | 장소           | 홈 팀    | 최종 결과 | 원정팀     | 대회                 | 득점 | 비고 |
| - | --------------- | -------------- | -------- | --------- | ---------- | -------------------- | ---- | ---- |
| 1 | 2022년 1월 16일 | 포트로더데일   | 온두라스 | 1 - 2     | 콜롬비아   | 친선 경기            | -    | 43′  |
| 2 | 2022년 9월 24일 | 해리슨         | 콜롬비아 | 4 - 1     | 과테말라   | 친선 경기            | 1    | 72′  |
| 3 | 2023년 6월 16일 | 발렌시아       | 콜롬비아 | 1 - 0     | 이라크     | 친선 경기            | -    | 73′  |
| 4 | 2024년 3월 26일 | 마드리드       | 콜롬비아 | 3 - 2     | 루마니아   | 친선 경기            | 1    | 74′  |
| 5 | 2024년 6월 15일 | 이스트하트퍼드 | 콜롬비아 | 3 - 0     | 볼리비아   | 친선 경기            | -    | 46′  |
| 6 | 2024년 6월 28일 | 글렌데일       | 콜롬비아 | 3 - 0     | 코스타리카 | 2024년 코파 아메리카 | -    | 72′  |